# Криптовірмени
Криптовірмени (дав.-гр. κρυπτός — «прихований»), або Приховані вірмени (вірм. Ծպտեալ հայեր), умовне найменування нащадків західних вірменів, що живуть на території сучасної Туреччини і приховують, з політичних та інших причин, своє вірменське походження. Розселені переважно на території історичної Західної Вірменії і безпосередньо прилеглих до неї областей. В офіційних документах фігурують під турецькою, курдською, арабською, а також ассирійською національною ідентичністю, розмовляють турецькою і курдською мовами, в ряді областей мають також відокремлений діалект західновірменської мови.

## Історія

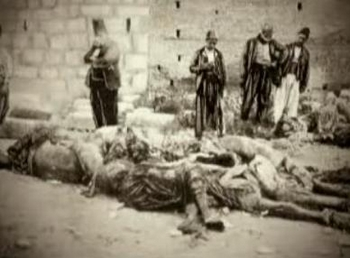
Адана. Вірмени, убиті турками, 1909 рік

Починаючи від XI століття, на території історичної Вірменії триває багатовіковий процес витіснення корінного вірменського населення прийшлими тюркськими і курдськими племенами. Останні залишки вірменської державності знищено в середині XVI століття, і Західну Вірменію, згідно з Амасійським договором від 1555 року, остаточно включено до складу Османської імперії. Відтоді починаються перші спроби влади Османської імперії змусити населення колонізованої ними Вірменії перейти з християнства в іслам Насильницька ісламізація вірменського населення відбувалася протягом 400 років, аж до перших років утворення Турецької республіки 1923 році. При цьому, вірмени, з різних причин звернені в іслам, відкинуті рештою вірменського народу, опинилися повністю під впливом мусульманського (турецького і курдського) населення, що призвело до поступового їх переходу на турецьку і курдську мови, при цьому зі збереженням окремих слів і фраз вірменською. Хоча процес ісламізації й отурчення вірмен і мав постійний характер протягом усього періоду існування Османської імперії, але масові акти насильницької ісламізації відбувалися насамперед у три етапи: в XVI—XVII століттях, 1894-96 роках, і 1915-23 роках.. Останні два акти масової ісламізації супроводжувалися геноцидом вірмен, коли молодих вірменок силою забирали мусульманські в гареми, а дітей, які залишилися сиротами, усиновлювали мусульманські сім'ї та виховували в ісламських традиціях.

## Групи криптовірмен
- вірмени, які під час геноциду прийняли іслам тільки про людське око[15][16]
- вірменські діти, усиновлені в часи геноциду
- вірмени, які знайшли притулок у мусульман або інших людей
- вірмени-ремісники і фахівці рідкісних професій, що прийняли іслам з відома влади[17]

## Питання щодо кількості та локалізації проживання
В інтерв'ю турецькому журналу «Барем», турецький професор повідомляє:
Кажучи про чисельність криптовірмен у Туреччині, слід звернути увагу і на факти усиновлення. З дітей, залишених сусідам або близьким людям за бажанням самих засланців, або ж дітей, якимось чином відлучених від їхніх сімей на етапах заслання і взятих на піклування відповідальними особами або добросердими людьми, за їх посередництвом, сформувалася велика група усиновлених дітей, з яких надалі мало хто поєднався шлюбом зі співвітчизниками. Більшість створили сім'ї з турками або курдами, і населення, сформоване таким чином, вважаю, становить нині близько 200 000 осіб. Однак, оскільки сьогодні в Туреччині для деякої частини суспільства поняття «турок» стало настільки значущим, то деякі з них, по суті, перебувають у пошуках своєї ідентичності. Наприклад, нині відзначено, що серед людей, у яких тільки мати є вірменкою, усвідомлення вірменської ідентичності пріоритетне. Крім того, я вважаю, що чисельність тих, хто прийняв іслам щиро або щоб врятуватися від заслання, становить близько 400 000 осіб. Криптовірмени складають 40 % від їх числа і 200 000 усиновлених. 
Згідно з Лепсіусом, 1915 року в іслам силою звернено від 250 000 до 300 000 вірмен, що викликало протести деяких мусульманських лідерів імперії. Так, муфтій Кютах'ї оголосив насильницьке навернення вірмен таким, що суперечить ісламу. Навернення в іслам не мало релігійного сенсу для лідерів молодотурків, які були невіруючими, однак воно переслідувало політичні цілі руйнування вірменської ідентичності та зменшення кількості вірмен, щоб підірвати основу для вимог автономії або незалежності з боку вірмен.

Про чисельність криптовірмен у області Адияман висловився журналіст газети «Акос» Баграт Есдугян:
«Хто знав десять років тому про близько двадцяти тисяч вірмен Адиямана? Два роки тому наша громада познайомилася з цією провінцією, оскільки звідти в наші національні гімназії приходять учитися кілька десятків учнів. Невже наша країна — місце, де є багато криптовірмен або людей, які втратили зв'язок зі своїм корінням?»

## Криптовірмени Дерсима
За словами засновника союзу віросповідання і взаємодопомоги вірмен Дерсіму Міграна Гюльтекіна, в Дерсімі 75 % сіл населяють криптовірмени, зокрема під час свого виступу в Єревані, він заявив:
У всіх сімей, які проживають у Дерсімі, вірменські корені, це вікова історія, й основна причина того, що дерсімці приховують своє вірменське походження — страх. 75 % громад Дерсіму населені вірменами. При спілкуванні наодинці вони всі зізнаються, що у них вірменські корені, але бояться звернутися до суду для відновлення своїх споконвічних вірменських імен.
Про свою сім'ю лідер дерсімських криптовірмен М.Гюльтекін на прес-конференції в Єревані зазначив:
вона всім відома як вірменська родина, але саме через це на них косо дивляться сусіди. У моїй родині постійно обговорювалося питання повернення до коріння. Спочатку я, ознайомившись із архівами, звернувся до суду з проханням змінити ім'я. Після цього заснував Союз віросповідання і взаємодопомоги вірмен Дерсіму. Коли я заснував Союз, у моїх планах уже було відвідати Єреван, познайомитися з містом, з місцевими організаціями. І ось я тут. Я вперше у Вірменії. Це був дуже несподіваний візит, але за ним підуть інші. Я дуже радий, що я тут

## Вбивство Гранта Дінка
На ґрунті національної ворожнечі 19 січня 2007 року убито турецького журналіста вірменського походження, головного редактора турецько-вірменської газети «Агос» Грант Дінк. Після вбивства, в Туреччині відбулися багатотисячні акції під гаслом «Ми всі Гранти Дінки» і «Ми всі вірмени».
Під час розслідування вбивства з'ясувалося, що поліція і жандармерія знали про підготовлюваний теракт, але не вжили заходів для його запобігання. При цьому, коли родичі Дінка подали в Європейський суд з прав людини позов проти Туреччини, уряд відправив до суду захисну промову, в якій Дінка порівнюють з нацистами. Цю промову відкликано, а міністр закордонних справ Туреччини Ахмет Давутоглу заявив, що він її не погоджував.
У вересні 2010 року Європейський суд з прав людини, об'єднавши звинувачення, висунуте проти Дінка в «обра́зі ним турецької нації» і позов, порушений родичами Дінка, про порушення його права на життя, визнав владу Туреччини винною в порушенні 2, 10 і 13 пунктів конвенції, що стосуються права на життя і свободи слова. Суд постановив виплатити родичам Дінка компенсацію в сумі 133 тисячі євро.
На думку багатьох турецьких авторів, сотні тисяч людей, які вийшли на вулиці Стамбула, вимагаючи припинити вбивства вірмен і покарати вбивцю Гранта Дінка, були насправді криптовірменами; почали висловлюватися думки про «таємну змову криптовірмен у Туреччині».

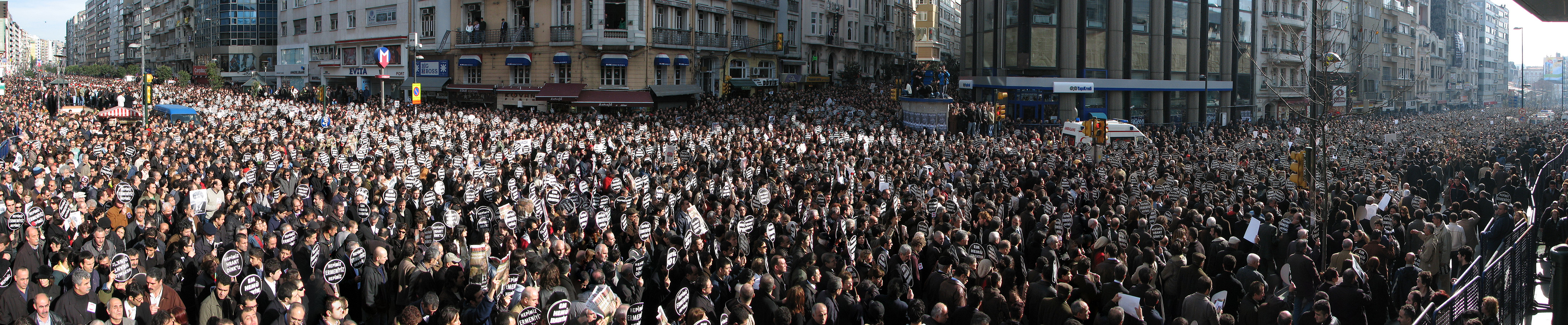

## Звинувачення в сепаратистській і підривній діяльності криптовірмен проти турецької державності
В інтерв'ю турецькому журналу «Барем», турецький професор Салім Джойдже (Salim Cöhce) висловлює думку про зв'язки криптовірмен із терористичними і сепаратистськими організаціями і вважає, що вони готують для Туреччини громадянську війну, якщо Туреччина не визнає факту геноциду вірмен.

## Відомі криптовірмени
- Арас Озбіліз — футболіст збірної Вірменії
- Джан Арат — турецький професійний футболіст
- Ракель Дінк[tr] — вдова журналіста Гранта Дінка
- Фетхіє Четін[en] — турецька адвокатка, юристка, письменниця і правозахисниця.